# Rubrius major
Rubrius major là một loài nhện trong họ Amaurobiidae.
Loài này thuộc chi Rubrius. Rubrius major được Eugène Simon miêu tả năm 1904.